# Paraembolides
Paraembolides Raven, 1980 è un genere di ragni appartenente alla famiglia Hexathelidae.

## Distribuzione
Le 8 specie note di questo genere sono diffuse in Australia occidentale: 5 di esse sono endemiche del Nuovo Galles del Sud e 2 del Queensland.

## Tassonomia
Questo genere è stato caratterizzato come genere a sé rispetto al genere Bymainiella Raven, 1978, attraverso lo studio degli esemplari della specie tipo Bymainiella boycei Raven, 1978 in un lavoro dello stesso aracnologo Raven del 1980.
Attualmente, a giugno 2012, si compone di 8 specie:
- Paraembolides boycei (Raven, 1978)[2] — Queensland
- Paraembolides boydi (Raven, 1978) — Nuovo Galles del Sud
- Paraembolides brindabella (Raven, 1978) — Nuovo Galles del Sud, Territorio della Capitale Australiana (Canberra)
- Paraembolides cannoni (Raven, 1978) — Queensland
- Paraembolides grayi (Raven, 1978) — Nuovo Galles del Sud
- Paraembolides montisbossi (Raven, 1978) — Nuovo Galles del Sud
- Paraembolides tubrabucca (Raven, 1978) — Nuovo Galles del Sud
- Paraembolides variabilis (Raven, 1978) — Nuovo Galles del Sud